# Chiesa di San Giovanni della Pigna
La chiesa di San Giovanni della Pigna è un luogo di culto cattolico del centro storico di Roma, situato nel rione Pigna, in piazza della Pigna. Dal 1985 è sede della diaconia di San Giovanni della Pigna e, dal 2007, "chiesa degli italiani nel mondo".

## Storia
La chiesa di San Giovanni in Pigna, originariamente dedicata ai santi martiri Eleuterio e Genesio, è documentata in una bolla papale di papa Agapito II del 955 e in una di Giovanni XII del 962.
Essendo caduta in rovina, nel 1584, papa Gregorio XIII la concesse all'Arciconfraternita della Pietà verso i carcerati, che la riedificò a partire dalle fondamenta. Della costruzione della nuova chiesa fu incaricato l'architetto Torroni; terminata nel 1624, assunse il titolo di Sancti Ionanis de Pinea. È stata nuovamente restaurata nel secolo successivo e nel 1837 sotto la direzione di Virginio Vespignani.
Nel 1870, Pio IX l'affidò alla società salesiana di San Giovanni Bosco e, dal 1985, per volere di Giovanni Paolo II, è sede della diaconia di san Giovanni della Pigna. Nel 2007 la chiesa è stata interessata da un restauro che ha ripristinato l'originale cromia degli esterni.

## Descrizione

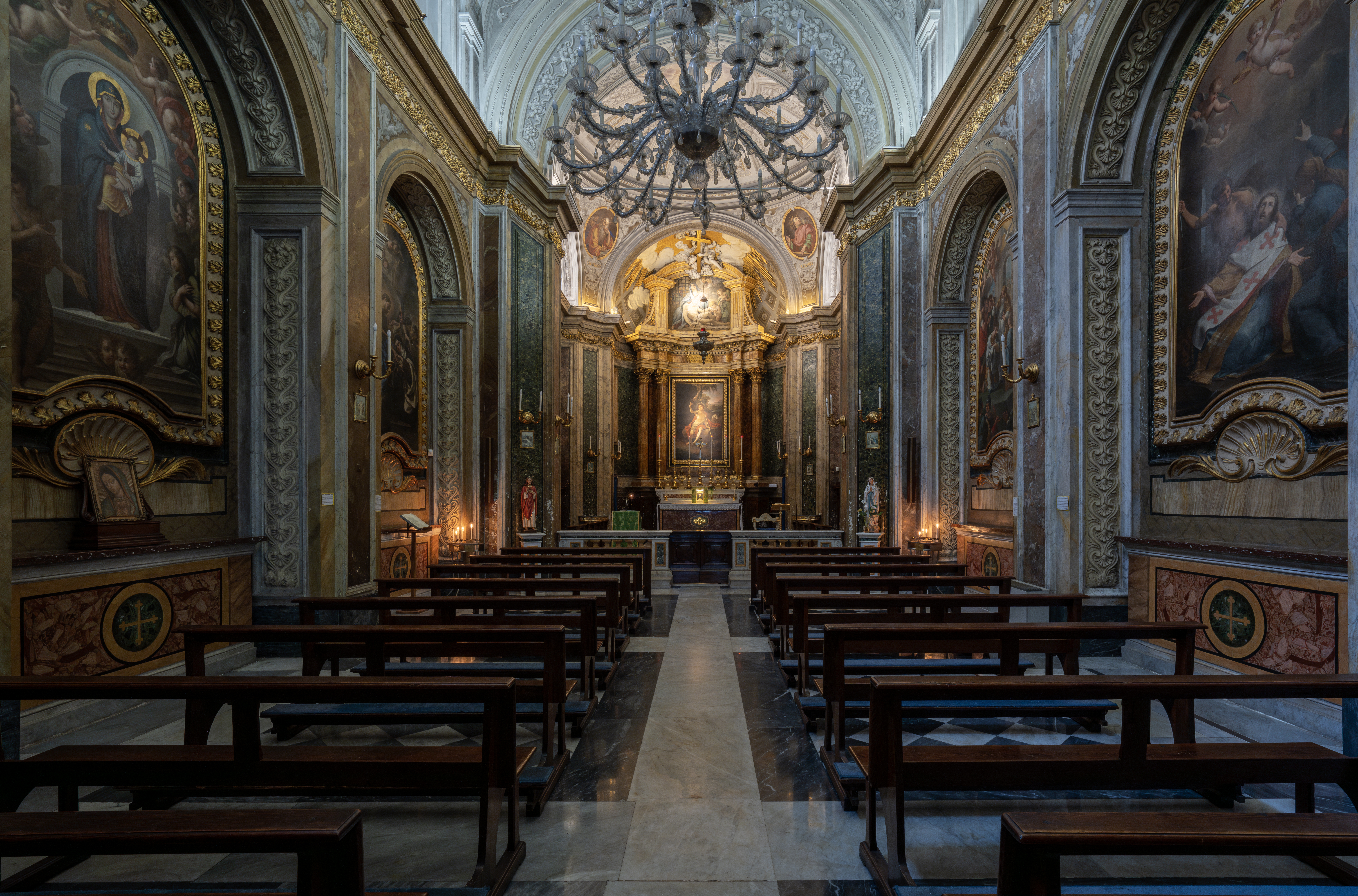
Interno

### Esterno
La chiesa è dedicata a San Giovanni Battista; l'appellativo della Pigna fa riferimento alla grande pigna di bronzo scoperta nella zona, oggi conservata nel Cortile della Pigna all'interno della Città del Vaticano, nel Cortile della Pigna.
La facciata è facciata a capanna, in un semplice stile barocco. Il cornicione, recante un'iscrizione in lingua latina che ricorda la passata presenza all'interno della chiesa dell'Arciconfraternita della Pietà verso i carcerati, è idealmente sorretto da quattro paraste con capitelli ionici che dividono la facciata in tre settori verticali: ognuno dei due laterali ospita, in alto, una finestra rettangolare priva di cornice e davanzale; nel settore centrale, invece, si trova il portale, che presenta un architrave con un bassorilievo raffigurante un angelo ed un frontone circolare. La facciata è coronata dal semplice timpano sormontato da una croce in ferro.

### Interno
L'interno della chiesa è a navata unica ed è frutto dei rifacimenti del XVIII secolo. Lungo la navata, che è coperta con volta a botte lunettata, si trovano, entro grandi nicchie intervallate da lesene in marmi policromi, quattro altari laterali, due per lato. Il primo altare a destra è dedicato a sant'Eleuterio papa e ospita il dipinto del martirio del Santo, realizzato nel 1738 da Giacomo Zoboli. Il secondo altare di destra è dedicato a San Genesio di Arles; il primo a sinistra è dedicato alla Madonna ed ospita la tela Madonna col Bambino e Angeli, del XVIII secolo, copia di un'immagine del XIV secolo della Madonna di San Luca; il secondo a destra a Santa Teresa d'Avila.
In fondo alla navata, vi è il presbiterio, delimitato da una balaustra e composto da una campata a pianta quadrata con volta a cupola dipinta e da un'abside semicircolare con, sulla volta, una decorazione a cassettoni. Nell'abside, vi è l'altare maggiore in marmi policromi che presenta nell'ancona, tra due coppie di colonne corinzie, la pala San Giovanni Battista, degli inizi del XVII secolo, opera di Baldassare Croce, e più in alto, la Pietà di Luigi Garzi, aggiunta successivamente.

### Organo a canne
Sulla cantoria in controfacciata, si trova l'organo a canne, costruito agli inizi del XVIII secolo dalla famiglia Priori e restaurato nel 2007 da Barthélemy Formentelli.
Lo strumento, a trasmissione integralmente meccanica, ha una consolle a finestra con un'unica tastiera di 50 note con prima ottava scavezza ed una pedaliera a leggio di 17 note anch'essa con prima ottava scavezza e costantemente unita al manuale.